# Steven Tracey
 (avril 2009).
Si vous disposez d'ouvrages ou d'articles de référence ou si vous connaissez des sites web de qualité traitant du thème abordé ici, merci de compléter l'article en donnant les références utiles à sa vérifiabilité et en les liant à la section « Notes et références ».
Pour les articles homonymes, voir Tracey.
Steven Tracey (né en1956 à Montréal il est un producteur de disques et un compositeur.

## Naissance
Né à Montréal, Steven Tracey est fasciné par la musique et il fait connaissance de plusieurs artistes qu'il produira entre autres aux États-Unis.

## Début de carrière
Dans les années 1980, il commence à composer des chansons et à réaliser les albums de la décennie. En 1986, il épouse Stacey Eisenberg, également productrice de disque. Les époux déménagent deux ans plus tard au Québec pour fonder leur propre compagnie de disques : Les Disques Station 12. D'abord un label de rap et de R&B, l'étiquette produit en autres pour Le Boyfriend, Marc Gabriel, Olivier Guimond. L'étiquette a également coproduit avec la station de radio RockDétente deux compilations intitulées Chut, fais dodo 1 et Chut, fais dodo 2. Pourtant, en 1997, Steven Tracey se sépare de Stacey Isenberg et prend le contrôle total des Disques Station 12. En 1999, Station 12 devient Level Music et Steven Tracey produira un nouveau groupe nommé Infini-T.
Pendant cette période, il compose plusieurs musiques, notamment pour Céline Dion (D'abord, c'est quoi l'amour en 1987 sur un texte d'Eddy Marnay), pour Mireille Mathieu (Ma délivrance en 1988 à nouveau sur un texte d'Eddy Marnay), pour Marie Carmen (Autour de moi et Dans la peau en 1989 sur des mots de Marie Carmen elle-même), pour Mario Pelchat (Quand on y croit en 1990 sur un texte d'Eddy Marnay) et pour Nicole Martin (Aimons-nous en 1991 sur des paroles signées Pierre Létourneau, titre incorporé à l'album Le Goût d'aimer).

## Les années 2000
Début 2000, Infini-T présente son premier album 2000 à l'infini sur la nouvelle étiquette de Steven Tracey, Level Music. Il est composé de Katia, Lee et Sylver. Leur premier album, 2000 à l'infini, se voit un succès instantané avec 3 simples (Si, Comme toi et Comment t'oublier) se hissant sur le top 10 des palmarès québécois et devient rapidement un des albums les plus vendus au Québec. Elles entament à l'été 2000 une tournée provinciale performant dans plusieurs festivals dont : International de montgolfières de Saint-Jean-sur-Richelieu (le 15 août 2000) devant plus de 30 000 spectateurs. Elles passent à plusieurs émissions de variétés comme La Fureur avec 1.5 million d'auditeurs (le 12 novembre 1999), Le point J avec Julie Snyder, Flash (émission québécoise). Leur deuxième album (anglophone), Lethal, lancé en direct à MusiquePlus (avril 2001) et ensuite à Toronto voit le succès apparaître cette fois-ci dans le reste du Canada, excluant le Québec dont les médias attendent la réaction ailleurs avant de promouvoir et faire jouer leurs premiers extraits, dont Right Now (adaptation de Si en anglais) qui s'est hissé parmi le top 20 canadien. Tout va pour le mieux, préparation de spectacles, tournée des médias, sortie du 2e extrait Never Play Myself'.
En mai 2003, le chanteur québécois Corneille signe avec Steven Tracey et au mois de septembre de la même année, sort Parce qu'on vient de loin.